# 龙川路
龙川路，中国安徽省合肥市的一条东西干道，合肥南站片区路网工程之一，得名自宣城市绩溪县龙川风景名胜区，东起包河区南淝河路，西至习友路。龙川路已建成全长10.66公里，经过上海路、北京路、包河大道、庐州大道、徽州大道、桐城南路、宿松路等南北向干道。沿路有合肥南动车运用所、合肥汽车客运南站、合肥高铁南站、望湖公园、安徽公路技校等。

## 建设历史
- 2013年4月7日，金寨路至北京路段开工。[2]

- 2014年5月19日，金寨路至北京路段通车。[7][8]
- 2017年12月31日，北京路至上海路段通车。[9]

## 轨道交通
- █ 4号线：望湖城南⇄葛大店南